# Đại Khural Quốc gia
Đại Khural Quốc gia (Tiếng Mông Cổ: Улсын Их Хурал, Ulsyn Ikh Khural, tiếng Anh: State Great Assembly hoặc State Great Khural) là quốc hội đơn viện của Mông Cổ, có trụ sở nằm ở Cung điện Chính phủ, Ulaanbaatar.
Ngày 31 tháng 5 năm 2023, Quốc hội Mông Cổ đã thông qua sửa đổi hiến pháp nhằm tăng số ghế từ 76 lên 126.

## Lịch sử

### 1924-1960
Ulsyn Ikh Khural đầu tiên được triệu tập vào tháng 11 năm 1924. Cơ quan này là cơ quan lập pháp của Mông Cổ. Nó ủy thác phần lớn quyền lực của mình cho một ủy ban điều hành Ulsyn Baga Khural (Tiểu Khural). Đại Khural đã tổ chức chín phiên họp từ tháng 11 năm 1924 đến tháng 2 năm 1949. Sau những cải cách bầu cử vào năm 1951, việc đánh số các phiên họp của nó lại bắt đầu. Lần đầu tiên được tổ chức vào tháng 7 năm 1951 và lần thứ ba vào tháng 7 năm 1957.

### 1960-1992
Năm 1960, một hiến pháp mới được thông qua và cơ quan này được đổi tên thành "Đại Khural Nhân dân" (Tiếng Mông Cổ: Ардын Их Хурал, Ardyn Ikh Khural), nhưng các phiên họp không được đánh số lại. Phiên họp lần thứ tư diễn ra vào tháng 7 năm 1960 và lần cuối cùng vào tháng 9 năm 1992. Trong thuật ngữ của Nga và Mông Cổ, thuật ngữ "Đại Khural Nhân dân" thường được phổ biến trở lại để đề cập đến Khural năm từ 1924-1960 để phân biệt nó với Đại Khural Quốc gia sau năm 1992.
Cuộc bầu cử tự đa đảng đầu tiên ở Mông Cổ được tổ chức vào năm 1990. Sau đó, quốc hội mới được bầu đã thay đổi Hiến pháp, thành lập Baga Khural Quốc gia thay thế Đại Khural Nhân dân làm cơ quan lập pháp cao nhất. Cuộc bầu cử này đã bầu ra chủ tịch đầu tiên, Radnaasümbereliyn Gonchigdorj, và Chủ tịch đầu tiên của Ban thư ký, Byaraa Chimed. Baga Khural Quốc gia có 5 ủy ban thường trực. Đảng Cách mạng Nhân dân Mông Cổ (33), Đảng Dân chủ Mông Cổ (13), Đảng Dân chủ Xã hội Mông Cổ (4), Đảng Tiến bộ Quốc gia Mông Cổ (3) giành được ghế trong quốc hội. Baga Khural Quốc gia đã thông qua 27 bộ luật mới, phê chuẩn 17 hiệp ước và công ước quốc tế cũng như sửa đổi bổ sung 19 bộ luật.

### 1992-1996
Giai đoạn này, Đại Khural Quốc gia có 10 ủy ban thường trực (giảm xuống còn 6 vào năm 1995). Trong quốc hội Đảng Cách mạng Nhân dân Mông Cổ giành được 70 ghế, Liên minh Dân chủ Mông Cổ, Đảng Dân tộc Mông Cổ và Đảng Xanh giành được 4 ghế, Đảng Dân chủ Xã hội Mông Cổ giành được 1 ghế và ứng viên độc lập giành được 1 ghế. Chủ tịch Quốc hội giai đoạn này là ông Natsag Bagabandi, và Chủ tịch Ban Thư ký là Namsrai Rechnindorj. Đại Khural Quốc gia đã thông qua 137 bộ luật, sửa đổi bổ sung 142 bộ luật, và bãi bỏ 46 bộ luật. Quốc hội cũng đã phê chuẩn 40 hiệp ước và công ước quốc tế.

### 1996-2000
Đại Khural Quốc gia có 5 ủy ban thường trực trong giai đoạn 1996-1997 (tăng lên 7 ủy ban thường trực trong giai đoạn 1997-2000). Trong Quốc hội, Đảng Liên minh Dân chủ giành được 50 ghế, Đảng Cách mạng Nhân dân Mông Cổ giành được 25 ghế, Đảng Bảo thủ Mông Cổ giành được 1 ghế. Đại hội đã bầu ông Radnaasumberel Gonghigdroj tái đắc cử Chủ tịch Quốc hội. Chủ tịch Đoàn Chủ tịch là ông Baasanganobo Enebish. Giai đoạn này, Nhà nước Great Khural đã thông qua 173 bộ luật mới, sửa đổi bổ sung 255 bộ luật và bãi bỏ 32 bộ luật. Quốc hội cũng đã phê chuẩn 71 hiệp ước và công ước quốc tế.

### 2000–2004
Đại Khural Quốc gia có 7 ủy ban thường trực. Trong Quốc hội, Đảng Cách mạng Nhân dân Mông Cổ giành được 72 ghế, Liên minh dân chủ giành được 1 ghế, Đảng ý chí dân sự - Đảng Xanh giành được 1 ghế, Tổ quốc - Đảng Dân chủ Xã hội Mông Cổ giành được 1 ghế và ứng viên độc lập được 1 ghế. Đại hội bầu ông Baasanganobo Enebish (2000 - 2001), Dagdankhuu Batbaatar (2001 - 2003) và Namsraijav Luvsanjav (2003 - 2004) làm Chủ tịch Đoàn Chủ tịch. Đại hội cũng đã bầu ông Sanjbegz Yumur-Ochir làm Chủ tịch Quốc hội. Nhà nước Great Khural đã thông qua 140 bộ luật mới, sửa đổi 443 bộ luật, và bãi bỏ 51 bộ luật. Quốc hội cũng đã phê chuẩn 110 hiệp ước và công ước quốc tế.

### 2004-2008
Đại Khural Quốc gia có 11 ủy ban thường trực (Số ủy ban thường trực đã giảm xuống còn 7 trong năm 2006). Có 7 đảng chính trị và liên minh của ba đảng tham gia vào cuộc bầu cử. Đảng Cách mạng Nhân dân Mông Cổ giành được 37 ghế, Liên minh Tổ quốc và Dân chủ giành được 35 ghế, Đảng Cộng hòa giành được 1 ghế và 3 ứng viên độc lập giành được 3 ghế trong Quốc hội. Đại hội đã bầu ông Nambar Enkhbayar làm Chủ tịch Quốc hội (2004 - 2005), ông Tsend Nyamdorj (2005 - 2007) và ông Danzan Lundeejanstan (2007 - 2008). Chủ tịch Đoàn Chủ tịch Namsraijav Luvsanjav tái đắc cử. Nhà nước Great Khural đã thông qua 89 bộ luật mới, sửa đổi 336 bộ luật, cũng như bãi bỏ 50 bộ luật. Quốc hội cũng đã phê chuẩn 38 hiệp ước và công ước quốc tế.